# Clitheroe
Clitheroe – miasto w Wielkiej Brytanii, w Anglii, w regionie North West England, w hrabstwie Lancashire. W 2001 r. miasto to zamieszkiwało 22 000 osób.
W tym mieście ma swą siedzibę klub piłkarski - Clitheroe F.C.

## Miasta partnerskie
- Rivesaltes